# Jule Schneider
Jule Schneider est une ancienne joueuse allemande de volley-ball née le 13 février 1986 à Bretten. Elle mesure 1,73 m et jouait au poste de réceptionneuse-attaquante. 

## Clubs
| Club              | De        | À         |
| ----------------- | --------- | --------- |
| VC Olympia Berlin |           | 2004-2005 |
| VfB Suhl          | 2005-2005 | 2005-2005 |
| SC Potsdam        | 2005-2006 | 2005-2006 |
| WiWa Hamburg      | 2006-2007 | 2006-2007 |
| TSV Sonthofen     | 2007-2008 | 2007-2008 |
| SV Sinsheim       | 2008-2009 | 2014-2015 |
| TSF Ditzingen     | 2015-2016 | 2015-2016 |